# ورنون (کالیفرنیا)
ورنون (به انگلیسی: Vernon) شهری در شهرستان لس‌آنجلس، کالیفرنیا ایالت کالیفرنیا است که در سرشماری سال ۲۰۱۰ میلادی، ۱۱۲ نفر جمعیت داشته‌است.